# Marisotoma canaliculata
Marisotoma canaliculata is een springstaartensoort uit de familie van de Isotomidae. De wetenschappelijke naam van de soort is voor het eerst geldig gepubliceerd in 1997 door Fjellberg.